# Petit-Rocher
Petit-Rocher är en ort i Kanada.   Den ligger i provinsen New Brunswick, i den östra delen av landet, 800 km öster om huvudstaden Ottawa. Petit-Rocher ligger 11 meter över havet och antalet invånare är 1 908.
Terrängen runt Petit-Rocher är platt. Havet är nära Petit-Rocher åt nordost. Närmaste större samhälle är Bathurst, 18,9 km söder om Petit-Rocher.